# La Tepetatera
La Tepetatera är en ort i Mexiko.   Den ligger i kommunen Tlacotepec de Benito Juárez och delstaten Puebla, i den sydöstra delen av landet, 170 km sydost om huvudstaden Mexico City. La Tepetatera ligger 1 910 meter över havet och antalet invånare är 131.
Terrängen runt La Tepetatera är platt åt nordost, men åt sydväst är den kuperad. Runt La Tepetatera är det ganska glesbefolkat, med 32 invånare per kvadratkilometer. Närmaste större samhälle är San Marcos Tlacoyalco, 9,4 km öster om La Tepetatera. Omgivningarna runt La Tepetatera är en mosaik av jordbruksmark och naturlig växtlighet.